# Апрель 2013 года

Список событий апреля 2013 года.

## События
- 1 апреля
  - КНДР предупредила, что военные базы США на территории Японии находятся в досягаемости для её систем вооружений[1].
  - Премьер-министром Джибути назначен Абдулкадер Камиль Мохамед[2].
  - Бывший премьер Северной Кореи Пак Пон Чжу повторно назначен на пост главы правительства сессией Верховного народного собрания[3].
  - В Мьянме впервые за 50 лет в продаже появились частные ежедневные газеты[4].
  - Хорватия, в рамках вступления в Евросоюз, ввела визовый режим въезда в страну для граждан России[5][6].
- 2 апреля
  - Генассамблея ООН проголосовала за принятие всемирного соглашения о торговле вооружениями[7].
  - Кинопремию «Ника» за лучший игровой фильм получил «Фауст» режиссёра Александра Сокурова[8].
- 3 апреля
  - Военно-воздушные силы ЦАХАЛа нанесли удары по двум целям в районе Бейт-Лахии, на севере сектора Газа[9].
  - Пожар в самом высоком здании комплекса «Грозный-Сити» в столице Чечни, который охватил все этажи, кроме первого[10].
  - На фоне роста напряжённости в дипломатических отношениях КНДР закрыла доступ южнокорейским рабочим в промышленный регион Кэсон[11].
  - Стартовала длительная арктическая экспедиция «Карелия — Северный полюс — Гренландия» в составе двух человек — Фёдора Конюхова и Виктора Симонова[12].
  - Жертвами нападения боевиков на комплекс правительственных зданий в афганском городе Фарах стали 44 человека, более 90 получили ранения. Погибли 34 мирных жителя, шесть военнослужащих и четверо полицейских. Силам правопорядка удалось уничтожить девять боевиков, участвовавших в нападении[13].
- 4 апреля
  - Сильнейшее наводнение в Аргентине: в городе Ла-Плата как минимум 52 человека погибли, ещё полторы тысячи эвакуированы[14].
  - Телескоп Хаббл обнаружил рекордно далёкую сверхновую звезду на расстоянии 10,2 миллиарда световых лет[15].
  - В индонезийской провинции Ачех тысячи людей вышли на забастовку в поддержку местной инициативы сделать флаг исламских сепаратистов официальной эмблемой провинции[16].
  - Пять человек — четверо полицейских и один мирный житель — погибли в Афганистане в результате удара авиации НАТО. Инцидент произошел в провинции Газни[17].
- 5 апреля
  - Японский биржевой индекс Nikkei 225 поднялся до 13,225.62 пунктов, что оказалось самым высоким уровнем с августа 2008 года[18].
  - Южная Корея вывела в море два ракетных эсминца, оснащённых системами противоракетной обороны, в ответ на размещение ракетных установок КНДР на своём восточном побережье[19].
  - Статья Википедии «Курение каннабиса» включена в единый реестр запрещённых сайтов[20].
- 6 апреля
  - Экс-министр культуры Таммам Салам назначен премьер-министром Ливана[21].
  - Сотни тысяч активистов провели демонстрацию в центре столицы Бангладеш, требуя от властей введения нового закона о богохульстве, который предусматривал бы смертную казнь за оскорбление ислама, в первую очередь для блогеров-атеистов[22].
  - В больших национальных скачках в городе Ливерпуль первым пришёл жокей Райан Мания на лошади Аурора Анкор, получив приз примерно полтора миллиона долларов[23].
  - 25 человек погибли и 60 получили ранения в результате взрыва, устроенного террористом-смертником в иракском городе Баабуке (провинция Дияла). Сначала террорист бросил гранату в собравшуюся на предвыборный митинг толпу, а потом — привёл в действие закрепленную на поясе бомбу[24].
- 7 апреля
  - Президентские выборы в Черногории[25]. Победу одержал действующий президент Филип Вуянович[26].
  - Фабиан Канчеллара стал победителем велогонки Париж — Рубе[27].
  - Китайские власти приняли решение открыть Парасельские острова (на которые предъявляют претензии Вьетнам и Тайвань) для посещения туристами[28].
  - В результате авиаудара сил НАТО в провинции Кунар на востоке Афганистана погибли десять детей и две женщины. Ещё минимум шесть человек получили ранения[29].
- 8 апреля
  - В Чили проведена эксгумация останков лауреата Нобелевской премии поэта Пабло Неруды в попытке доказать или опровергнуть причастность к его смерти агентов режима генерала Пиночета[30].
  - На 88-м году жизни скончалась бывший премьер-министр Великобритании Маргарет Тэтчер[31].
  - На сайте WikiLeaks были выложены в открытый доступ более 1,7 миллиона документов американских дипломатических и разведывательных ведомств времён холодной войны, значительную их часть составляет переписка госсекретаря США Генри Киссинджера[32].
  - Группе экспертов ООН, расследующих факты применения химического оружия, отказано в возможности работать в Сирии. В то же время Сирия готова сотрудничать с СБ ООН в отправке группы инспекторов в Хан аль-Асаль под Алеппо[33].
- 9 апреля
  - Землетрясение в иранской провинции Бушир магнитудой 6,3. Погибли 37 человек, около 850 получили ранения[34].
  - 60-летний ветеран Балканской войны Любиша Богданович совершил массовое убийство в деревне Велика Иванче[англ.] в 50 километрах к югу от Белграда, расстреляв 13 человек[35].
  - Депутаты Государственной думы утвердили Эльвиру Набиуллину на посту главы Центрального банка России[36].
  - Приведён к присяге новый президент Кении Ухуру Кениата[37].
  - Сенат Франции в первом чтении одобрил норму о легализации однополых браков[38].
  - В Южном Судане в штате Джонглий были убиты несколько миротворцев ООН и гражданских лиц[39].
- 10 апреля
  - Правительство Южной Кореи обратилось за помощью к Китаю и России, призвав их использовать своё влияние на КНДР для смягчения напряжённости на Корейском полуострове[40].
- 11 апреля
  - Эксперты Всемирного экономического форума признали самой развитой в сфере IT страной Финляндию[41].
  - В Nature опубликована статья о результатах исследования обнаруженных в Китае самых ранних эмбрионов завроподоморфов[42].
  - Эксперты НАСА подтвердили, что группе российских пользователей соцсети «ВКонтакте» удалось найти место посадки станции Марс-3 на фотографиях американского зонда MRO[43].
- 12 апреля
  - В Чили на марш в поддержку бесплатного образования вышли 250 тысяч студентов[44].
  - Правительство Индии вручило премию Дадасахеба Фальке ветерану индийского кино, известному под именем Пран[45].
  - В Дании на площади перед дворцом Кристиансборг прошла многотысячная акция протеста учителей[46].
  - Гражданская война в Ливии:
    - Совершено нападение на главное полицейское управление в Себхе. В ходе атаки было убито 3 представителей сил безопасности. Власти заявили, что взяли в плен 17 человек. Libya Herald сообщила, что нападавшие принадлежали к бригаде Хамиса[47].

  - Тринадцать солдат Афганской национальной армии были убиты и один ранен в результате нападения боевиков в восточной провинции Кунар[48].
- 13 апреля
  - Президент Палестинской автономии Махмуд Аббас принял отставку премьер-министра Салама Файяда[49].
  - Подписаны документы о начале строительства на Гавайях самого большого телескопа в мире стоимостью 1 млрд долларов[50].
  - Баскетбольный клуб Локомотив-Кубань выиграл Кубок Европы, обыграв в финале испанский клуб «Бильбао»[51].
  - Авария Boeing 737 в Денпасаре.
- 14 апреля
  - Выборы президента Венесуэлы[52]. Новым президентом избран Николас Мадуро[53].
  - В Испании состоялась многотысячная демонстрация с требованием упразднения монархии и введения республиканской формы правления[54].
  - Победителем турнира Мастерс по гольфу стал австралиец Адам Скотт[55].
  - В КНДР создано министерство атомной энергетики[56].
  - Американским учёным удалось успешно пересадить крысе биоинженерную почку[57].
  - В Тиране завершился чемпионат Европы по тяжёлой атлетике. Победу в командном зачёте одержала сборная России[58].
  - По меньшей мере 34 человека погибли в результате серии взрывов и нападений боевиков в столице Сомали Могадишо[59].
- 15 апреля
  - В Бостоне (США) на финише марафона прогремели два взрыва. 3 человека погибли, 183 человека ранены[60][61].
  - В Ираке в преддверии выборов произошла серия взрывов в Багдаде, Туз-Хурмату, Киркуке и Насирии[62]
  - Начались протесты в Венесуэле. Протестующие не согласны с результатами прошедших в стране президентских выборов[63][64].
  - С космодрома Байконур осуществлен запуск ракеты-носителя Протон-М с разгонным блоком Бриз-М. На орбиту выведен канадский телекоммуникационный спутник Anik G1[65].
- 16 апреля
  - В результате землетрясения магнитудой 7,5 (по другим данным — 7,8) на юго-востоке Ирана более 40 человек погибли и сотни получили ранения[66].
  - Нигерийская террористическая группировка MEND объявила начало террора «в защиту христианства» против исламских террористов на севере страны, в особенности организации «Боко харам»[67].
  - Лауреатом российской национальной премии «Поэт» стал Евгений Евтушенко[68].
  - На сцене Музыкального театра Станиславского и Немировича-Данченко состоялось 19-е вручение театральной премии «Золотая маска»[69].
- 17 апреля
  - Московское «Динамо» второй год подряд выиграло Кубок Гагарина по хоккею с шайбой[70].
  - В результате мощного взрыва, прогремевшего на химическом предприятии в Весте (штат Техас, США)[71], погибли от 5 до 15 человек, около 160 получили ранения[72].
  - В Ленинском районном суде Кирова начался судебный процесс над Алексеем Навальным, которого обвиняют в организации хищения имущества компании «Кировлес»[73].
  - Сенат США отклонил продвигаемые администрацией Обамы поправки, ужесточающие контроль за оборотом оружия[74].
  - В Японии запустили самый быстрый в мире Интернет со скоростью до двух гигабит в секунду[75].
  - В Лондоне прошли похороны[англ.] бывшего премьер-министра Великобритании Маргарет Тэтчер[76].
- 19 апреля
  - Полиция США провела спецоперацию в Бостоне с целью захватa подозреваемых в организации взрывов на Бостонском марафоне 15 апреля. Один из подозреваемых ранен в перестрелке в пригороде Бостона Уотертауне и позже скончался в больнице[77]. Полиция назвала имена подозреваемых — братья Джохар и Тамерлан Царнаевы, выходцы из Чечни[78].
  - Вступил в должность президент Венесуэлы Николас Мадуро[79].
  - Королевскую санкцию получил одобренный 17 апреля закон об однополых браках в Новой Зеландии[80][81].
  - Впервые с 1996 года запущен российский спутник серии «Бион» с животными на борту[82].
  - Сербия подписала соглашение об урегулировании отношений с Косово[83].
- 20 апреля
  - Второй из подозреваемых в организации взрывов на Бостонском марафоне задержан после перестрелки в пригороде Бостона Уотертауне и доставлен в больницу с огнестрельными ранениями[84].
  - Мощное землетрясение магнитудой 7 произошло в китайской провинции Сычуань, более 200 человек погибли, более 11 тысяч ранены[85].
  - Джорджо Наполитано стал первым в истории Италии переизбранным президентом[86].
- 21 апреля
  - Прошли парламентские и президентские выборы в Парагвае[87]. Президентом Парагвая избран Орасио Картес[88].
  - Компания Orbital Sciences Corporation успешно провела первый тестовый запуск ракеты-носителя Антарес с макетом космического грузовика Сигнус[89].
- 22 апреля
  - Джохар Царнаев, подозреваемый в организации взрывов на Бостонском марафоне 15 апреля, пришёл в сознание и начал давать письменно показания следователям[90].
  - В центре Белгорода неизвестный мужчина совершил нападение на оружейный магазин «Охота», открыв беспорядочную стрельбу по людям. 6 человек погибли — 3 в магазине и 3 на улице, где он также открыл стрельбу[91]. Стрелявшим оказался ранее четырежды судимый 31-летний Сергей Помазун[92].
  - Победителем английской футбольной Премьер-лиги стал клуб Манчестер Юнайтед[93].
- 23 апреля
  - В Триполи возле посольства Франции в Ливии взорвался заминированный автомобиль[94].
  - В Канаде арестованы два террориста, связанные с Аль-Каидой, которые планировали устроить взрыв на пассажирском поезде VIA Rail Canada районе Торонто. Подозреваемые не являются гражданами Канады[95].
  - Спикер парламента Абдул Хамид избран президентом Бангладеш[96].
  - Министр иностранных дел Юрие Лянкэ назначен временным премьер-министром Молдавии[97].
  - В Белгороде задержан Сергей Помазун, убийца, расстрелявший 6 человек[98].
  - Твиттер агентства АР был взломан хакерами, из-за чего в эфир попало сообщение о теракте в Белом доме и ранении президента Обамы. Фондовый рынок США отреагировал на новость резким падением, однако быстро стабилизировался после разоблачения утки[99].
  - В Сочи завершился чемпионат мира по хоккею среди юниоров (стартовал 18 апреля). Победу одержала сборная Канады, серебро — у сборной США, бронза досталась финнам. Сборная России заняла четвёртое место[100].
  - В акваторию спорных островов Сенкаку вошли восемь китайских судов. Япония предъявила Китаю официальную ноту протеста, потребовав немедленно вывести суда из акватории островов[101].
- 24 апреля
  - Компания Apple впервые за 10 лет объявила о снижении прибыли[102].
  - В Саваре (Бангладеш) обрушилось 8-этажное здание. Погибли 1127 человек[103].
  - С космодрома Байконур осуществлен запуск ракеты-носителя Союз-У с транспортным грузовым кораблем Прогресс М-19М[104].
- 25 апреля
  - Российские долги превысили золотовалютные резервы[105].
  - Около тысячи протестующих испанцев вступили в столкновения с полицией, пытаясь прорваться к зданию парламента в Мадриде, беспорядки были спровоцированы новыми данными о рекордном уровне безработицы в стране[106].
  - В ответ на американские санкции Белоруссия пригрозила возможным выходом из Договора о нераспространении ядерного оружия, министр обороны РФ Сергей Шойгу объявил о создании в Белоруссии российской авиабазы[107].
  - Министр обороны США Чак Хейгел заявил что власти Сирии, вероятно, как минимум в двух атаках, применяли химическое оружие, в частности, зарин[108].
- 26 апреля
  - Спустя 8 лет после предыдущего вышел 19-й студийный альбом легендарной рок-группы Deep Purple «Now What?!»[109].
  - В результате пожара в психоневрологическом интернате в Дмитровском районе Подмосковья погибло 38 человек[110][111].
  - Пхеньян отверг предложение Сеула начать переговоры о возобновлении работы в промышленном районе Кэсон[112].
  - По обвинению в коррупции арестован президент Федерации Боснии и Герцеговины Живко Будимир[113].
  - В Южном Судане около трех тысяч повстанцев Освободительной армии Южного Судана согласились сложить оружие в обмен на амнистию со стороны правительства[114].
  - С космодрома Цзюцюань осуществлен запуск ракеты-носителя Великий поход-2D с кластером из четырёх космических аппаратов: китайским спутником дистанционного зондирования Земли Гаофэнь-1, турецким спутником Turksat-3USAT, аргентинским спутником CubeBug-1 и первым в истории эквадорским спутником NEE-01 Pegaso[115].
  - С космодрома Плесецк осуществлен запуск ракеты-носителя Союз-2.1б с разгонным блоком Фрегат. На орбиту выведен спутник Глонасс-М, который получил наименование Космос-2485[116].
  - Число безработных во Франции достигло рекордного уровня в 3,22 миллиона человек[117].
- 27 апреля
  - В Национальной библиотеке Шотландии открылась вакансия сотрудника, который будет заниматься загрузкой материалов в Википедию[118].
  - У бывшего вице-президента Олимпийского комитета России Ахмеда Билалова врачи выявили отравление ртутью[119].
  - В Исландии прошли парламентские выборы[120]. Победу одержали право-центристские Партия независимости и Прогрессивная партия[121]
  - В афганской провинции Кундуз в результате нападения боевиков на КПП убито шестеро полицейских[122].
  - В Италии левоцентрист Энрико Летта объявил о создании правительства вместе с партией экс-премьера Сильвио Берлускони[123].
- 28 апреля
  - По меньшей мере восемь человек погибли и более десяти ранены в результате взрыва, устроенного в предвыборном штабе одного из пакистанских политиков в городе Кохат[124].
  - Обладателем Кубка вызова по баскетболу стали самарские «Красные Крылья», обыгравшие в финале турецкий клуб «Каршияка»[125].
- 29 апреля
  - В результате взрыва в Праге погибли от трёх до четырёх человек, пострадали 50 человек[126].
  - Закончился срок эксплуатации космической обсерватории «Гершель»[127].
  - Транспортный самолет Boeing 747 американской авиакомпании National Airlines разбился близ авиабазы Баграм в Афганистане[128].
  - В результате нападения террориста-смертника на полицейский участок в пакистанском Пешаваре погибли не менее пяти человек, около тридцати получили ранения[129].
  - В Дамаске совершено покушение на премьер-министра Сирии Ваэля аль-Халки. Неизвестные взорвали бомбу возле кортежа аль-Халки. При взрыве был убит телохранитель премьер-министра, сам Ваэль Аль-Халки выжил[130].
- 30 апреля
  - В Амстердаме прошла церемония отречения от власти королевы Беатрикс и передача власти старшему сыну Виллему-Александру, который стал первым за 123 года королём Нидерландов[131].
  - НАСА подписало дополнение к контракту с Роскосмосом, который предусматривает доставку и возврат экипажей на Международную космическую станцию (МКС) на российских кораблях «Союз» до июня 2017 года[132].
  - Европейский суд по правам человека признал незаконным арест экс-премьера Украины Юлии Тимошенко[133].
  - В Буйнакске в результате нападения со стороны боевиков на полицейский автомобиль трое полицейских погибли, двое получили ранения. Нападавшим удалось скрыться[134].
  - Трое человек погибли в результате взрыва возле центрального рынка Махачкалы. Взрывное устройство было оставлено на обочине дороги в пакете или коробке[135].